# Marathon van Barcelona 2003
De marathon van Barcelona 2003 werd gehouden op zondag 16 maart 2003 in Barcelona. Het was de 26e editie van deze marathon.
Bij de mannen werd de wedstrijd gewonnen door de Spanjaard Alberto Juzdado in 2:10.53. Op de finish had hij bijna twee minuten voorsprong op Benjamin Rotich uit Kenia.
Bij de vrouwen ging de Marokkaanse Kenza Wahbi met de hoogste eer strijken. Zij won in 2:38.36.
In totaal finishten 2783 deelnemers de wedstrijd.

## Uitslagen

### Mannen
| rang   | naam              | land | tijd    |
| ------ | ----------------- | ---- | ------- |
| Goud   | Alberto Juzdado   | ESP  | 2:10.53 |
| Zilver | Benjamin Rotich   | KEN  | 2:12.30 |
| Brons  | Antoni Bernadó    | AND  | 2:14.25 |
| 4      | James Kariuki     | KEN  | 2:17.17 |
| 5      | Daniel Kipcheru   | KEN  | 2:24.02 |
| 6      | Marco D'innocenti | ITA  | 2:26.15 |

### Vrouwen
| rang   | naam               | land | tijd    |
| ------ | ------------------ | ---- | ------- |
| Goud   | Kenza Wahbi        | MAR  | 2:38.36 |
| Zilver | Oksana Kuzmichyova | RUS  | 2:40.47 |
| Brons  | Elena Rozhko       | UKR  | 2:48.17 |

1978 ·
1979 ·
1980 ·
1981 ·
1981 ·
1983 ·
1984 ·
1985 ·
1986 ·
1987 ·
1988 ·
1989 ·
1990 ·
1991 ·
1992 ·
1993 ·
1994 ·
1995 ·
1996 ·
1997 ·
1998 ·
1999 ·
2000 ·
2001 ·
2002 ·
2003 ·
2004 ·
2005 ·
2006 ·
2007 ·
2008 ·
2009 ·
2010 ·
2011 ·
2012 ·
2013 ·
2014 ·
2015 ·
2016 ·
2017 ·
2018 ·
2019 ·
2020 ·
2021 ·
2022 ·
2023 ·
2024